# The Masked Singer
The Masked Singer (kurz TMS) ist eine seit 2019 auf ProSieben ausgestrahlte, deutsche Fernsehshow, in der Prominente maskiert in Ganzkörperkostümen singen.

## Hintergrund

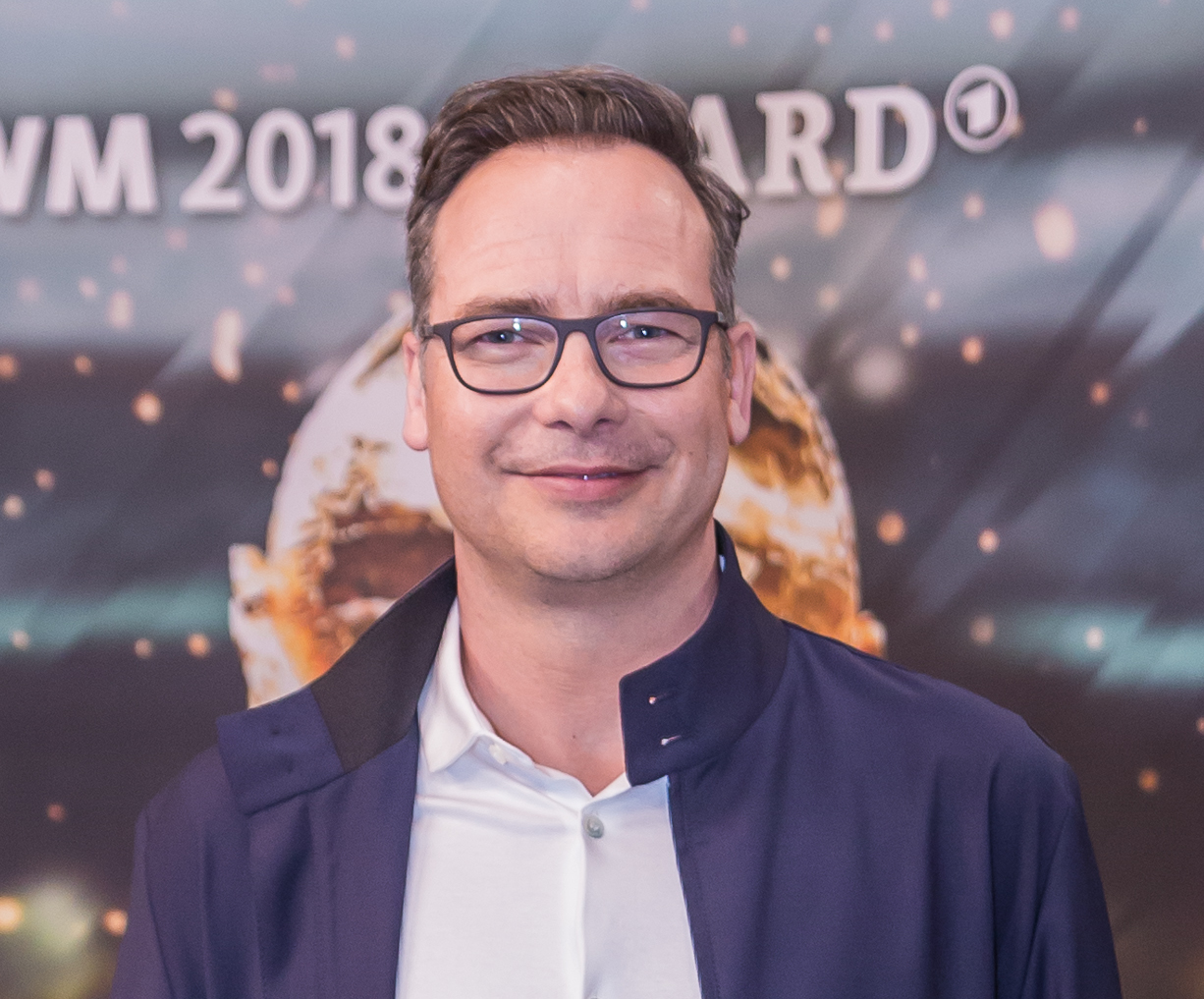
Moderator Matthias Opdenhövel

Das Sendeformat startete 2015 in Südkorea als King of Mask Singer. Nach weiteren Ablegern in Asien und den Vereinigten Staaten im Januar 2019 hatte die Show im Juni 2019 ihr Debüt in Deutschland.
RTL unterlag ProSieben im Wettbewerb um die Senderechte.
Die Vorlagen der einzelnen Kostüme stammen von der US-amerikanischen Designerin Marina Toybina. Hergestellt werden sie in Mühldorf am Inn von Alexandra Brandner. Jedes Kostüm kostet im Schnitt zwischen 15.000 und 20.000 Euro und entsteht in etwa 300 Stunden Handarbeit.
Als Drehort dienen die MMC Studios in Köln. Der Moderator der deutschen Ausgabe ist Matthias Opdenhövel, während Marios Gavrilis als Off-Stimme zu hören ist.
Die erste Staffel wurde donnerstags ausgestrahlt. Die Folgen der zweiten bis vierten Staffel wurden dienstags ausgestrahlt. Mit Beginn der fünften Staffel wanderte TMS auf den Primetime-Sendeplatz am Samstag-Abend.

## Konzept

### Ablauf
In jeder Folge treten Prominente in Ganzkörperkostümen mit einem selbst ausgewählten Lied in einem Gesangswettstreit gegeneinander an. Vor dem jeweiligen Auftritt wird ein kurzes Video gezeigt, in dem versteckte Indizien zur Identität der kostümierten Sänger enthalten sind. Außerhalb des Gesangvortrags sind die Stimmen der Prominenten verzerrt.
In der ersten Staffel wurde nach jedem Duell oder Triell per Telefonvoting abgestimmt, seit der zweiten Staffel ist eine Abstimmung nur über die ProSieben-App bzw. Joyn-(Me-)App möglich. Wer die Abstimmung gewinnt, darf die Maske aufbehalten und an der nächsten Folge teilnehmen.
Mit nochmaligem oder ohne nochmaliges Singen müssen die Verlierer auf die finale Abstimmung der jeweiligen Folge warten. Der Sänger mit den wenigsten Stimmen muss die Maske ablegen und die Show verlassen, während die anderen weiter teilnehmen.
Nach jedem Auftritt äußern alle Mitglieder des Rateteams, das aus zwei (in Staffel 1 drei) ständigen Mitgliedern sowie einem oder zwei Gastmitgliedern besteht, ihre Vermutung, welche prominente Person unter der Maske steckt. Das Rateteam stellt zudem häufig eine Frage an ein Kostüm, das allerdings nur vage oder ausweichend antwortet; meist steht die Antwort in Bezug zu der verkörpernden Rolle des Kostüms. Vor jeder Entscheidung stellt das Rateteam nach Schließung der Abstimmung eine Vermutung auf, für wen es knapp wird bzw. wer ausscheidet. Vor der Demaskierung nennen sie ihre finale Vermutung, wer sich unter dem Kostüm verbirgt. Zudem werden vom Moderator die vier häufigsten Zuschauervermutungen vorgetragen.
Nach der Show wird in einer Spezialausgabe von Red (bis Staffel 8) bzw. in der ProSieben Aftershow (seit Staffel 9) der ausgeschiedene Teilnehmer von Annemarie Carpendale, Viviane Geppert oder Rebecca Mir (vertretungsweise auch von Christian Düren) interviewt.

### Musik
Die Einlaufmusik ist Who Are You von The Who.

#### Entscheidungsmusik
Nach einer Entscheidung hört man einen Ausschnitt aus einem bekannten Lied, welches in der Regel mit jeder Staffel wechselt.
Im Weihnachtsspecial (2021) ertönte die Melodie von Feliz Navidad.
| Staffel | Lied, Originalinterpret                                                                          |
| ------- | ------------------------------------------------------------------------------------------------ |
| 1       | High Hopes – Panic! at the Disco                                                                 |
| 2       | Tonight – Kesha                                                                                  |
| 3       | Higher – Bishop Briggs                                                                           |
| 4       | Floating Through Space – Sia feat. David Guetta                                                  |
| 5       | I Got a Feeling – Felix Jaehn & Robin Schulz                                                     |
| 6       | I Got a Feeling – Felix Jaehn & Robin Schulz                                                     |
| 7       | Remind Me – Tom Grennan                                                                          |
| 8       | Feels This Good – Sigala                                                                         |
| 9       | I’ll Be There – Robin Schulz & Rita Ora & Tiago PZK                                              |
| 10      | I’ll Be There – Robin Schulz & Rita Ora & Tiago PZK (Episode 1) Baianá – Bakermat (ab Episode 2) |
| 11      | For Life – Kygo & Zak Abel & Nile Rodgers                                                        |

## Staffeln

### Übersicht
| Staffel | Teilnehmer | Episoden | Premiere          | Finale            | Ständige Mitglieder des Rateteams | Ständige Mitglieder des Rateteams                 | Ständige Mitglieder des Rateteams | Moderation             | Gewinner   |
| ------- | ---------- | -------- | ----------------- | ----------------- | --------------------------------- | ------------------------------------------------- | --------------------------------- | ---------------------- | ---------- |
| 1       | 10         | 6        | 27. Juni 2019     | 1. August 2019    | Ruth Moschner                     | Max Giesinger                                     | Collien Ulmen-Fernandes           | 0Matthias Opdenhövel e | Max Mutzke |
| 2       | 10         | 6        | 10. März 2020     | 28. April 2020    | Ruth Moschner                     | Rea Garvey                                        |                                   | 0Matthias Opdenhövel e | Tom Beck   |
| 3       | 011 a      | 6        | 20. Oktober 2020  | 24. November 2020 | Sonja Zietlow                     | Bülent Ceylan                                     | Sarah Lombardi                    | 0Matthias Opdenhövel e |            |
| 4       | 10         | 6        | 16. Februar 2021  | 23. März 2021     | Ruth Moschner                     | Rea Garvey                                        | Sasha                             | 0Matthias Opdenhövel e |            |
| 5       | 10+1 b     | 6        | 16. Oktober 2021  | 20. November 2021 | Ruth Moschner                     | Rea Garvey                                        | Alexander Klaws                   | 0Matthias Opdenhövel e |            |
| 6       | 10         | 6        | 19. März 2022     | 23. April 2022    | Ruth Moschner                     | Rea Garvey                                        | Ella Endlich                      | 0Matthias Opdenhövel e |            |
| 7       | 9          | 6        | 1. Oktober 2022   | 5. November 2022  | Ruth Moschner                     |                                                   | Daniel Donskoy                    | 0Matthias Opdenhövel e |            |
| 8       | 9          | 6        | 1. April 2023     | 6. Mai 2023       | Ruth Moschner                     | Rea Garvey                                        | Luca Hänni                        | 0Matthias Opdenhövel e |            |
| 9       | 9          | 6        | 18. November 2023 | 23. Dezember 2023 | Ruth Moschner                     | Álvaro Soler (Shows 1–3)Rick Kavanian (Shows 4–6) | Jennifer Weist                    | 0Matthias Opdenhövel e |            |
| 10      | 09 c+6 d   | 6        | 6. April 2024     | 18. Mai 2024      | Palina Rojinski                   | Rick Kavanian                                     | Mirja Boes                        | 0Matthias Opdenhövel e |            |
| 11      | 10         | 6        | 23. November 2024 | 21. Dezember 2024 | Palina Rojinski                   | Rea Garvey                                        | Loi                               | 0Matthias Opdenhövel e |            |

### Staffel 1 (Sommer 2019)

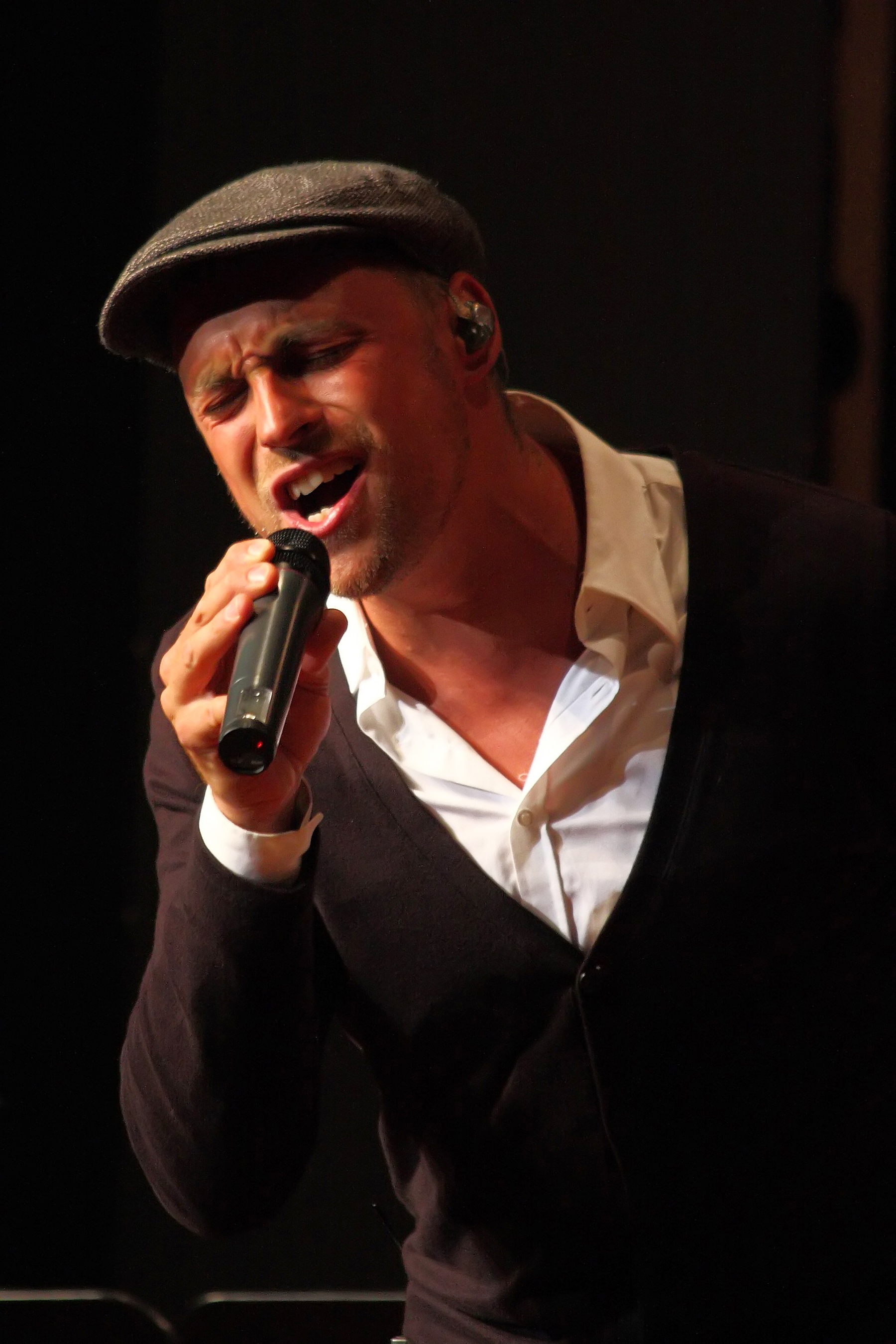
Max Mutzke,
Sieger der ersten Staffel

Die erste Staffel wurde vom 27. Juni bis 1. August 2019 auf ProSieben ausgestrahlt. Von Moderator Opdenhövel wurde angekündigt, dass sich unter den Maskierten die Gewinner von 41 Goldenen Schallplatten, zehn Platin-Schallplatten, Doppel- und Vierfach-Platin, des Bambi und der Goldenen Kamera sowie auch Deutsche Meister, Weltmeister und der Träger eines Verdienstordens befinden.
| Platz | Kostüm        | Person              | Bekannt als                     | Aus in Folge | Quelle |
| ----- | ------------- | ------------------- | ------------------------------- | ------------ | ------ |
| 1     | Astronaut     | Max Mutzke          | Singer-Songwriter               | 6            | [ 6 ]  |
| 2     | Grashüpfer    | Gil Ofarim          | Musiker                         | 6            | [ 7 ]  |
| 03 1  | Engel         | Bülent Ceylan       | Komiker, Moderator              | 6            | [ 8 ]  |
| 04 1  | Monster       | Susianna Kentikian  | Boxerin                         | 6            | [ 9 ]  |
| 5     | Kudu          | Daniel Aminati      | Moderator, Schauspieler, Sänger | 6            | [ 10 ] |
| 6     | Panther       | Stefanie Hertel     | Sängerin, Moderatorin           | 5            | [ 11 ] |
| 7     | Eichhörnchen  | Marcus Schenkenberg | Model, Modedesigner             | 4            | [ 12 ] |
| 8     | Kakadu        | Heinz Hoenig        | Schauspieler, Sänger            | 3            | [ 13 ] |
| 9     | Schmetterling | Susan Sideropoulos  | Schauspielerin, Moderatorin     | 2            | [ 14 ] |
| 10    | Oktopus       | Lucy Diakovska      | Sängerin, Musicaldarstellerin   | 1            | [ 15 ] |

### Staffel 2 (Frühjahr 2020)

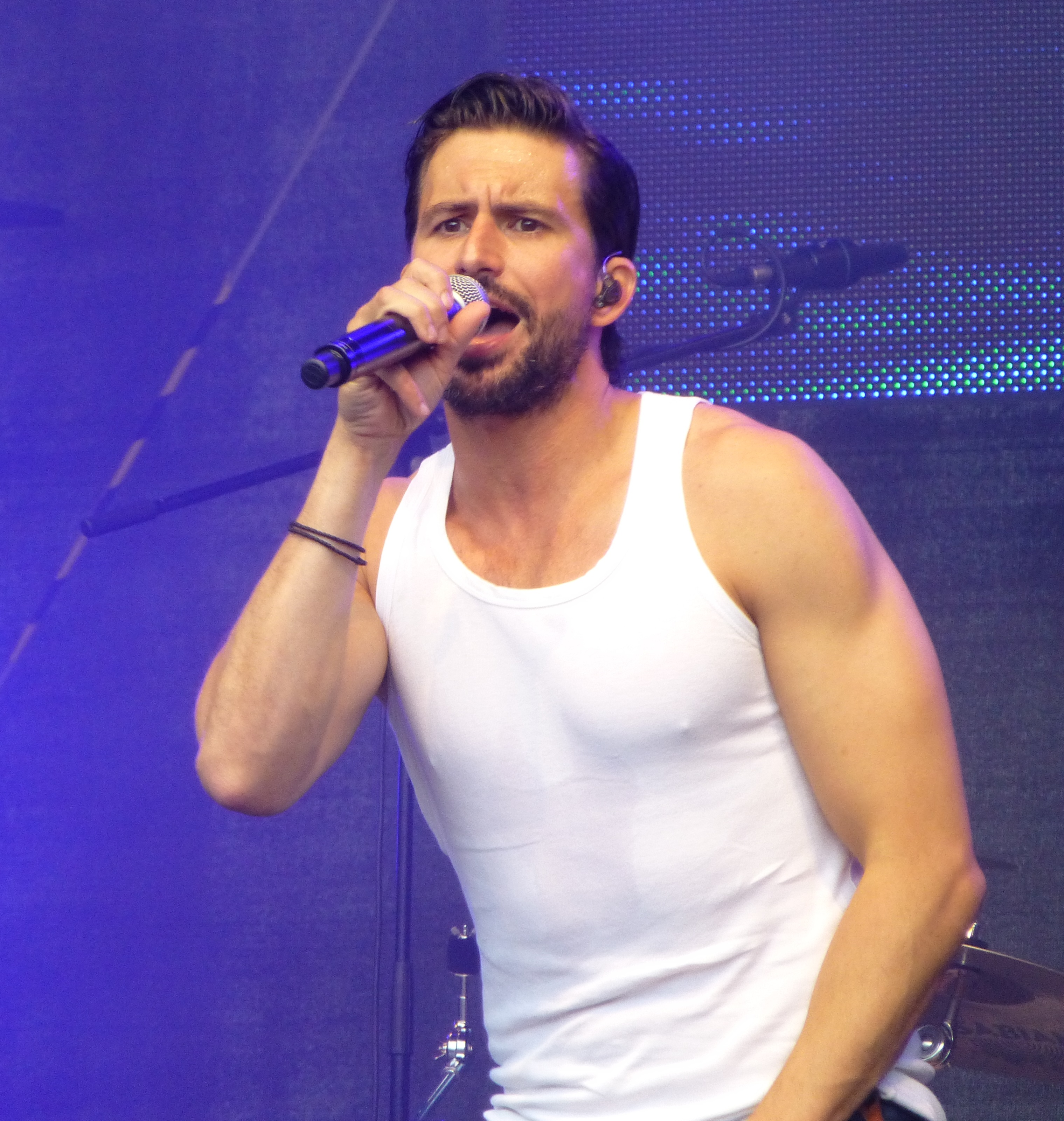
Tom Beck,
Sieger der zweiten Staffel

Staffel 2 wurde ab dem 10. März 2020 auf ProSieben ausgestrahlt. Am 12. März gab ProSieben bekannt, als Vorsichtsmaßnahme gegen die Ausbreitung des Coronavirus bis auf Weiteres alle Shows, darunter The Masked Singer, ohne Studiopublikum zu produzieren. Am 29. März teilte ProSieben mit, aufgrund von zwei COVID-19-Infektionen innerhalb des Teams die Show zu unterbrechen und ab dem 14. April fortzusetzen. Am 28. April fand das Finale statt, Gastmitglied des Rateteams war Vorjahressieger Max Mutzke. Es wurde bekanntgegeben, dass Gregor Meyle und Tom Beck an COVID-19 erkrankt waren.
| Platz | Kostüm     | Person              | Bekannt als                                  | Aus in Folge | Quelle |
| ----- | ---------- | ------------------- | -------------------------------------------- | ------------ | ------ |
| 1     | Faultier   | Tom Beck            | Schauspieler, Sänger                         | 6            | [ 21 ] |
| 2     | Wuschel    | Mike Singer         | Singer-Songwriter                            | 6            | [ 22 ] |
| 3     | Drache     | Gregor Meyle        | Musiker                                      | 6            | [ 23 ] |
| 4     | Hase       | Sonja Zietlow       | Moderatorin                                  | 6            | [ 24 ] |
| 5     | Chamäleon  | Dieter Hallervorden | Schauspieler, Kabarettist, Moderator, Sänger | 5            | [ 25 ] |
| 6     | Roboter    | Caroline Beil       | Schauspielerin, Moderatorin                  | 4            | [ 26 ] |
| 7     | Göttin     | Rebecca Immanuel    | Schauspielerin                               | 3            | [ 27 ] |
| 08 2  | Kakerlake  | Angelo Kelly        | Komponist, Musiker                           | 3            | [ 28 ] |
| 9     | Fledermaus | Franziska Knuppe    | Model, Schauspielerin                        | 2            | [ 29 ] |
| 10    | Dalmatiner | Stefanie Heinzmann  | Sängerin                                     | 1            | [ 30 ] |

### Staffel 3 (Herbst 2020)

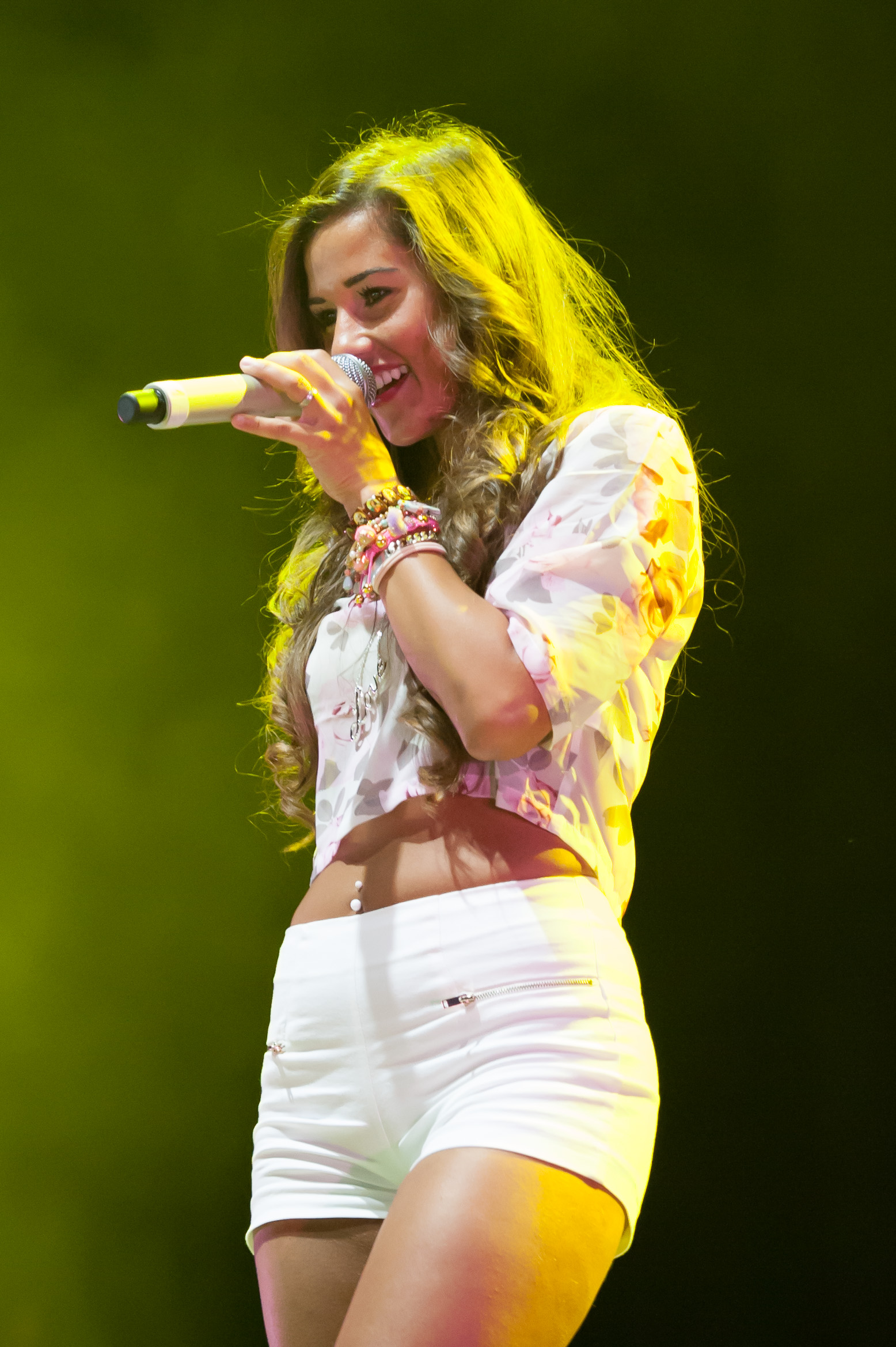
Sarah Lombardi,
Siegerin der dritten Staffel

Am 24. April 2020 kündigte ProSieben an, die Show im Herbst 2020 durch eine dritte Staffel fortzusetzen. Am 12. August 2020 gab ProSieben bekannt, dass Bülent Ceylan im Rateteam sitzt, Moschner und Garvey für Staffel 3 aussetzen. Am 15. September 2020 wurde bekannt, dass auch Sonja Zietlow – die in der zweiten Staffel als Sängerin teilnahm – zum Rateteam gehört. Die erste Folge wurde am 20. Oktober 2020 ausgestrahlt. Da in Staffel 3 die Erdmännchen als erstes Duo der Geschichte der Show auftraten, galt es nicht zehn, sondern elf Prominente zu erraten. Am 30. Oktober 2020 gab ProSieben bekannt, bis auf Weiteres wieder ohne Studiopublikum zu produzieren.
| Platz | Kostüm      | Person                                | Bekannt als                                    | Aus in Folge | Quelle |
| ----- | ----------- | ------------------------------------- | ---------------------------------------------- | ------------ | ------ |
| 1     | Skelett     | Sarah Lombardi                        | Sängerin, Schauspielerin                       | 6            | [ 37 ] |
| 2     | Alien       | Alec Völkel                           | Musiker                                        | 6            | [ 38 ] |
| 03    | Nilpferd    | Nelson Müller                         | Koch, Gastronom, Moderator                     | 6            | [ 39 ] |
| 04 3  | Anubis      | Ben                                   | Sänger, Moderator, Schauspieler                | 6            | [ 40 ] |
| 5     | Erdmännchen | Daniela Katzenberger & Lucas Cordalis | TV-Persönlichkeit, Autorin & Sänger, Komponist | 6            | [ 41 ] |
| 6     | Katze       | Vicky Leandros                        | Sängerin                                       | 5            | [ 42 ] |
| 7     | Frosch      | Wigald Boning                         | Komiker, Moderator, Musiker                    | 4            | [ 43 ] |
| 8     | Alpaka      | Sylvie Meis                           | Model, Moderatorin                             | 3            | [ 44 ] |
| 9     | Hummer      | Jochen Schropp                        | Moderator, Schauspieler                        | 2            | [ 45 ] |
| 10    | Biene       | Veronica Ferres                       | Schauspielerin                                 | 1            | [ 46 ] |

### Staffel 4 (Frühjahr 2021)

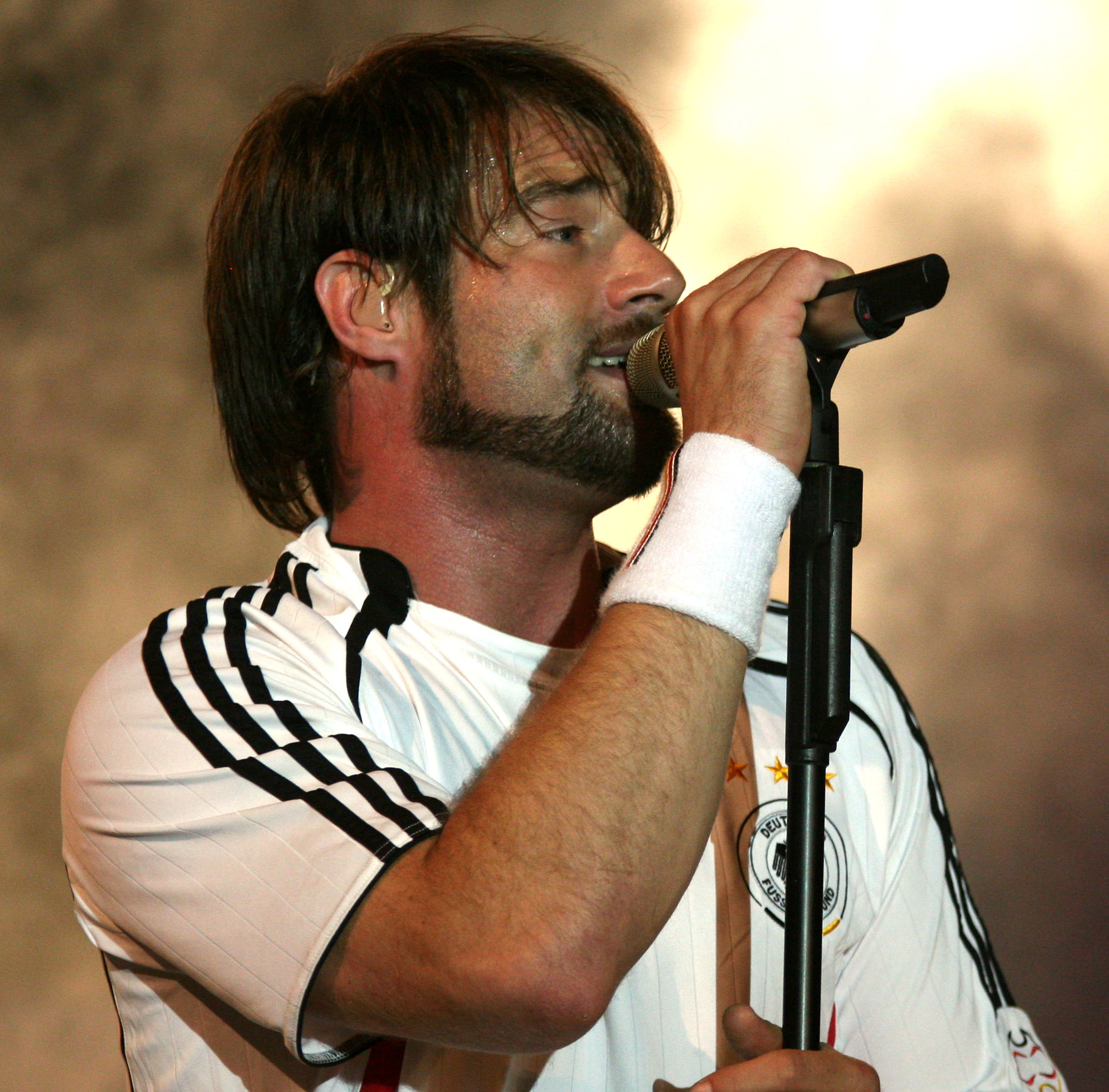
Sasha,
Sieger der vierten Staffel

Im Laufe der 3. Staffel kündigte ProSieben an, dass es im Frühjahr 2021 eine vierte Staffel der Rateshow geben wird und Ruth Moschner und Rea Garvey das Rateteam bilden werden. Die 4. Staffel begann am 16. Februar 2021. Im Finale kam die Vorjahressiegerin Sarah Lombardi zu einem kurzen Auftritt und überreichte den Pokal an ihren Nachfolger.
| Platz | Kostüm         | Person                   | Bekannt als                                      | Aus in Folge | Quelle |
| ----- | -------------- | ------------------------ | ------------------------------------------------ | ------------ | ------ |
| 1     | Dinosaurier    | Sasha                    | Sänger, Schauspieler                             | 6            | [ 54 ] |
| 2     | Leopard        | Cassandra Steen          | Sängerin                                         | 6            | [ 55 ] |
| 3     | Flamingo       | Ross Antony              | Sänger, Moderator, Entertainer                   | 6            | [ 56 ] |
| 4     | Schildkröte    | Thomas Anders            | Musiker, Entertainer, Moderator                  | 6            | [ 57 ] |
| 5     | 0Monstronaut 4 | Thore Schölermann        | Schauspieler, Moderator                          | 5            | [ 58 ] |
| 6     | Stier          | Guildo Horn              | Sänger, Moderator, Schauspieler                  | 5            | [ 59 ] |
| 7     | Küken          | Judith Rakers            | Moderatorin, Journalistin, Nachrichtensprecherin | 4            | [ 60 ] |
| 8     | Quokka         | Henning Baum             | Schauspieler                                     | 3            | [ 61 ] |
| 9     | Einhorn        | Franziska van Almsick    | Schwimmerin                                      | 2            | [ 62 ] |
| 10    | Schwein        | Katrin Müller-Hohenstein | Moderatorin                                      | 1            | [ 63 ] |

### Staffel 5 (Herbst 2021)

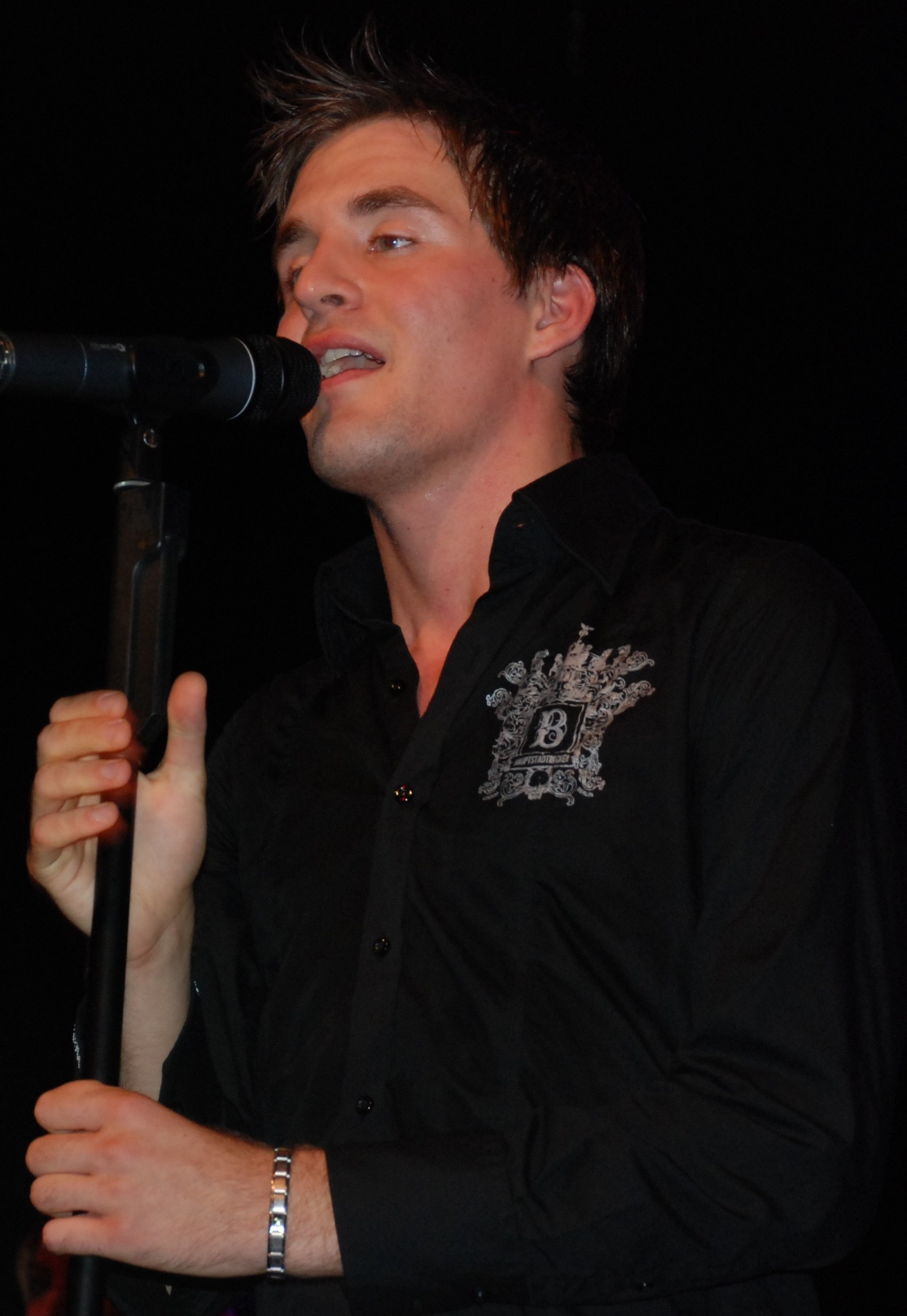
Alexander Klaws,
Sieger der fünften Staffel

Am 18. März 2021 kündigte ProSieben eine 5. Staffel im Herbst 2021 an.
Die 5. Staffel wurde vom 16. Oktober bis zum 20. November 2021 in wiederum sechs Folgen im Fernsehen ausgestrahlt und war damit erstmals im Samstagabendprogramm. Ruth Moschner und Rea Garvey waren erneut feste Mitglieder des Rateteams.
| Platz | Kostüm          | Person               | Bekannt als                            | Aus in Folge | Quelle |
| ----- | --------------- | -------------------- | -------------------------------------- | ------------ | ------ |
| 1     | 0Mülli Müller 5 | Alexander Klaws      | Sänger, Musicaldarsteller, Entertainer | 6            | [ 66 ] |
| 2     | 0Raupe 6        | Sandy Mölling        | Sängerin, Musicaldarstellerin          | 6            | [ 67 ] |
| 3     | Heldin          | Christina Stürmer    | Sängerin                               | 6            | [ 68 ] |
| 4     | Mops            | Carolin Niemczyk     | Sängerin                               | 6            | [ 69 ] |
| 5     | Axolotl         | Andrea Sawatzki      | Schauspielerin, Autorin                | 5            | [ 70 ] |
| 6     | Teddy           | Annemarie Carpendale | Moderatorin                            | 5            | [ 71 ] |
| 7     | Phönix          | Samuel Koch          | Schauspieler, Autor                    | 4            | [ 72 ] |
| 8     | Stinktier       | Peter Kraus          | Sänger, Schauspieler                   | 3            | [ 73 ] |
| 9     | Hammerhai       | Pierre Littbarski    | Fußballspieler, Fußballtrainer         | 2            | [ 74 ] |
| 10    | Chili           | Jens Riewa           | Moderator, Nachrichtensprecher         | 1            | [ 75 ] |

### Staffel 6 (Frühjahr 2022)

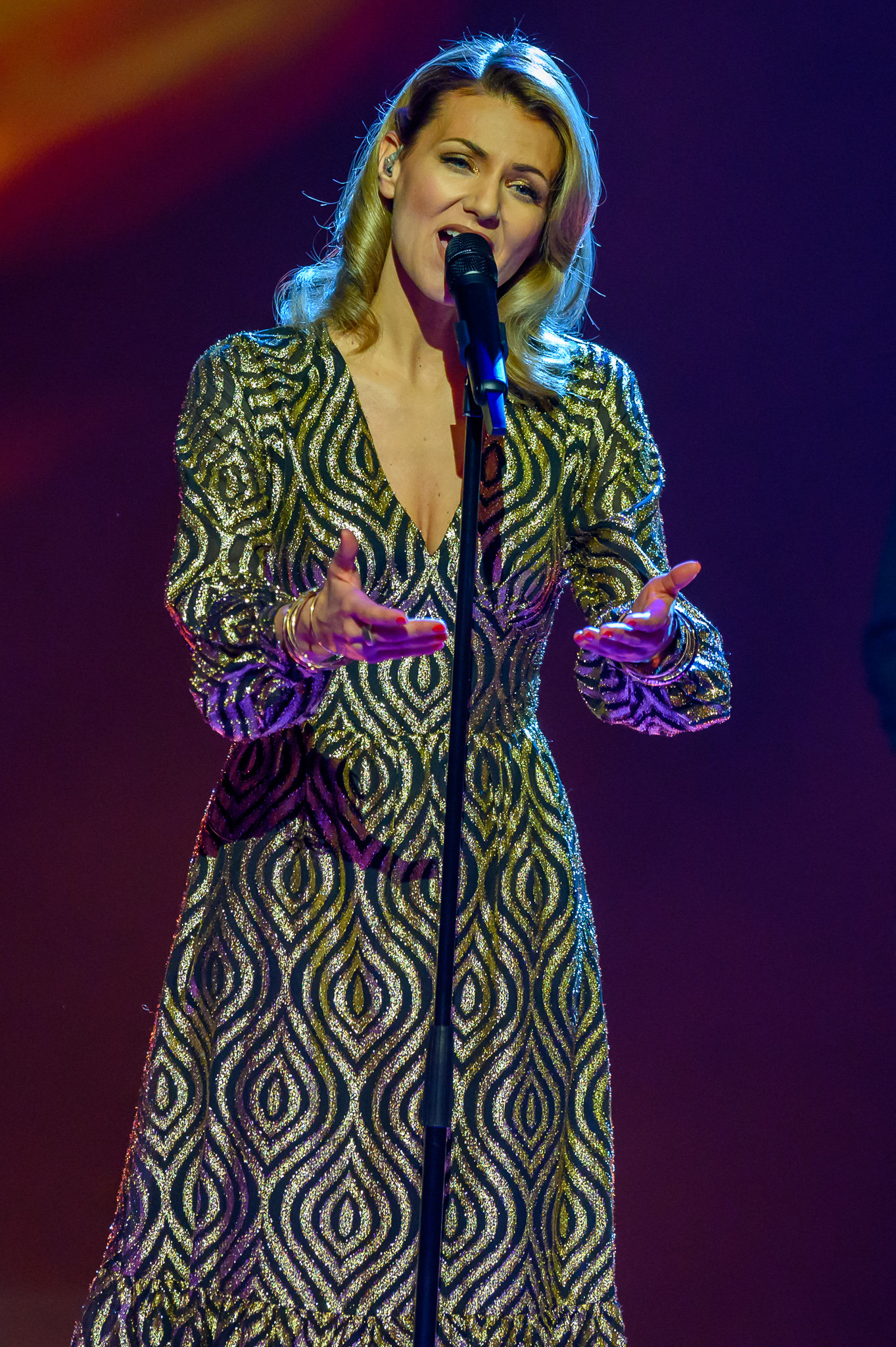
Ella Endlich,
Siegerin der sechsten Staffel

Eine Staffel 6 wurde für den 19. März 2022 angekündigt. Aufgrund einer Corona-Erkrankung fiel Matthias Opdenhövel als Moderator in der ersten Folge aus und wurde durch Thore Schölermann vertreten. Das Rateteam bestand wieder aus Ruth Moschner und Rea Garvey.
| Platz | Kostüm     | Person              | Bekannt als                            | Aus in Folge | Quelle |
| ----- | ---------- | ------------------- | -------------------------------------- | ------------ | ------ |
| 1     | Zebra      | Ella Endlich        | Sängerin                               | 6            | [ 77 ] |
| 2     | Dornteufel | Mark Keller         | Schauspieler                           | 6            | [ 78 ] |
| 3     | Discokugel | Jeanette Biedermann | Sängerin, Schauspielerin               | 6            | [ 79 ] |
| 4     | Ork        | Nora Tschirner      | Schauspielerin, Musikerin, Moderatorin | 6            | [ 80 ] |
| 5     | Seestern   | Jasna Fritzi Bauer  | Schauspielerin                         | 5            | [ 81 ] |
| 6     | Gorilla    | Rúrik Gíslason      | Fußballspieler                         | 5            | [ 81 ] |
| 7     | Galax'Sis  | Joana Zimmer        | Sängerin                               | 4            | [ 82 ] |
| 8     | Koala      | Paul Potts          | Tenor                                  | 3            | [ 83 ] |
| 9     | Möwe       | Cherno Jobatey      | Journalist, Moderator                  | 2            | [ 84 ] |
| 10    | Brilli     | Jeannine Michaelsen | Moderatorin, Musicaldarstellerin       | 1            | [ 85 ] |

### Staffel 7 (Herbst 2022)

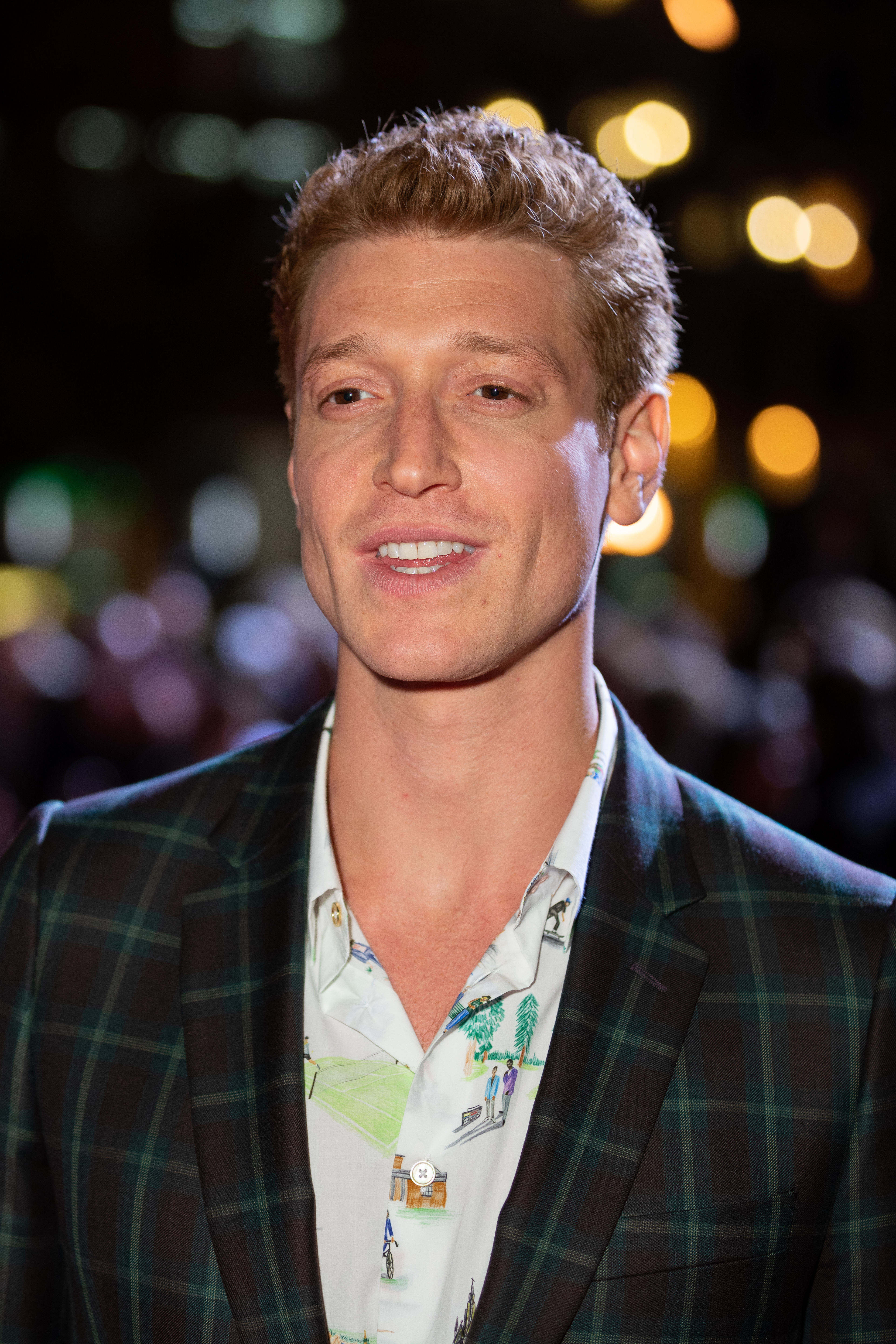
Daniel Donskoy,
Sieger der siebten Staffel

Eine neue Staffel wurde für den Herbst im Jahre 2022 angekündigt und startete am 1. Oktober 2022.
| Platz | Kostüm             | Person               | Bekannt als              | Aus in Folge | Quelle |
| ----- | ------------------ | -------------------- | ------------------------ | ------------ | ------ |
| 1     | Maulwurf           | Daniel Donskoy       | Schauspieler             | 6            | [ 87 ] |
| 2     | Werwolf            | Bürger Lars Dietrich | Komiker, Musiker         | 6            | [ 88 ] |
| 3     | 0No Name / Rosty 7 | Rick Kavanian        | Schauspieler, Komiker    | 6            | [ 89 ] |
| 4     | Zahnfee            | Leslie Clio          | Singer-Songwriterin      | 6            | [ 90 ] |
| 5     | Goldi              | Armin Rohde          | Schauspieler             | 5            | [ 91 ] |
| 6     | Black Mamba        | Felix von Jascheroff | Schauspieler             | 4            | [ 92 ] |
| 7     | Pfeife             | Thomas Hayo          | Creative Director, Juror | 3            | [ 93 ] |
| 8     | Walross            | Jutta Speidel        | Schauspielerin           | 2            | [ 94 ] |
| 9     | Brokkoli           | Katja Burkard        | Moderatorin              | 1            | [ 95 ] |

### Staffel 8 (Frühjahr 2023)

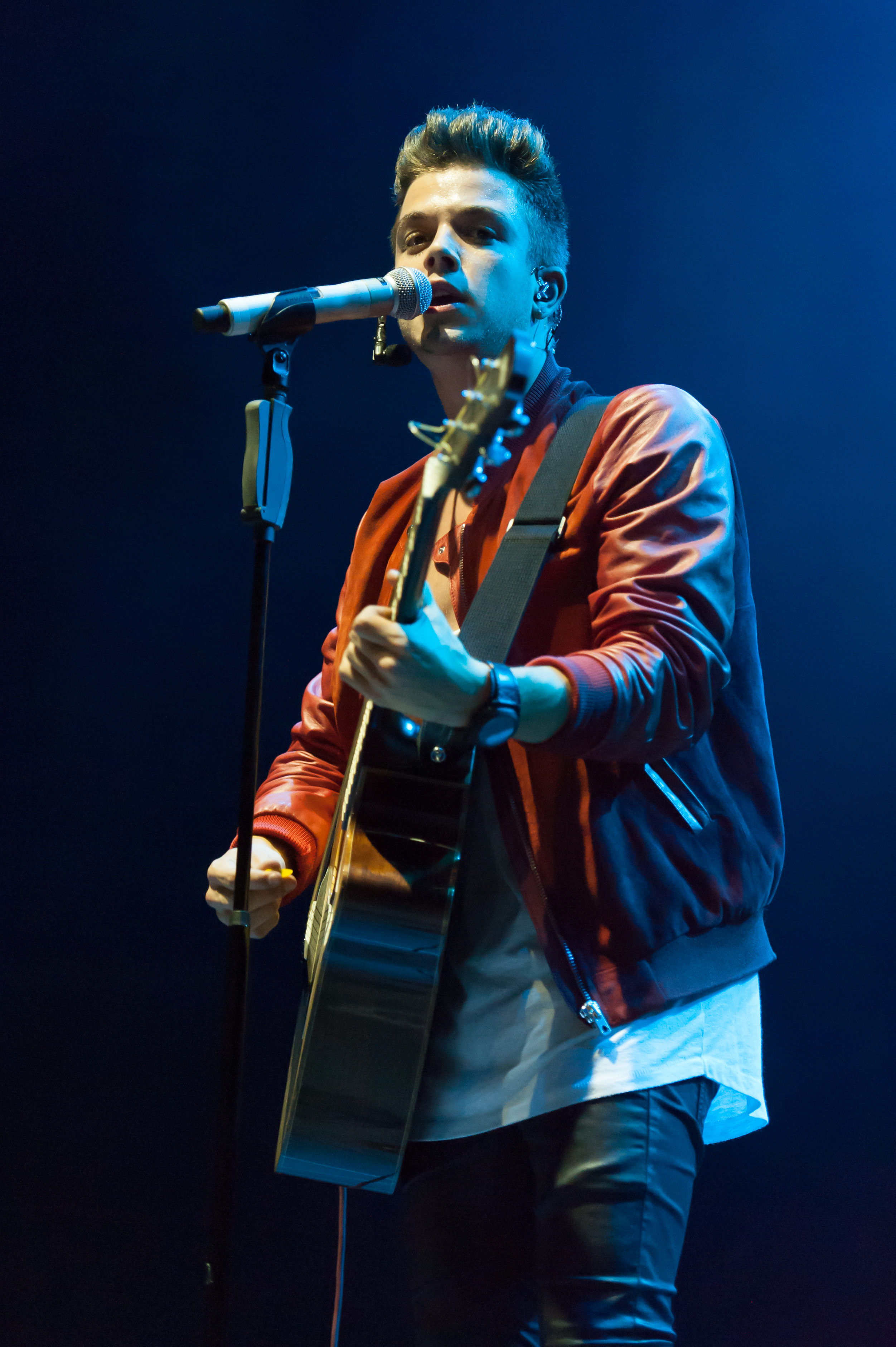
Luca Hänni,
Sieger der achten Staffel

Mitte Februar bestätigte der Sender, dass Staffel 8 am 1. April 2023 beginnt und sowohl Ruth Moschner als auch Rea Garvey wieder fester Bestandteil des Rateteams sind.
| Platz | Kostüm                  | Person             | Bekannt als              | Aus in Folge | Quelle         |
| ----- | ----------------------- | ------------------ | ------------------------ | ------------ | -------------- |
| 1     | Schuhschnabel           | Luca Hänni         | Sänger                   | 6            | [ 96 ]         |
| 2     | Igel                    | Felicitas Woll     | Schauspielerin           | 6            | [ 96 ]         |
| 3     | 0Diamantula / Mystica 8 | Patricia Kelly     | Sängerin                 | 6            | [ 96 ]         |
| 4     | Frotteefant             | Melissa Khalaj     | Moderatorin              | 6            | [ 96 ]         |
| 5     | Toast                   | Inka Bause         | Moderatorin, Sängerin    | 5            | [ 97 ]         |
| 6     | Seepferdchen            | Anna Loos          | Schauspielerin, Sängerin | 4            | [ 98 ]         |
| 7     | Pilz                    | Marianne Rosenberg | Sängerin                 | 3            | [ 99 ] [ 100 ] |
| 8     | Waschbär                | Daniel Boschmann   | Moderator                | 2            | [ 101 ]        |
| 9     | Känguru                 | Jan Josef Liefers  | Schauspieler, Musiker    | 1            | [ 102 ]        |

### Staffel 9 (Herbst 2023)

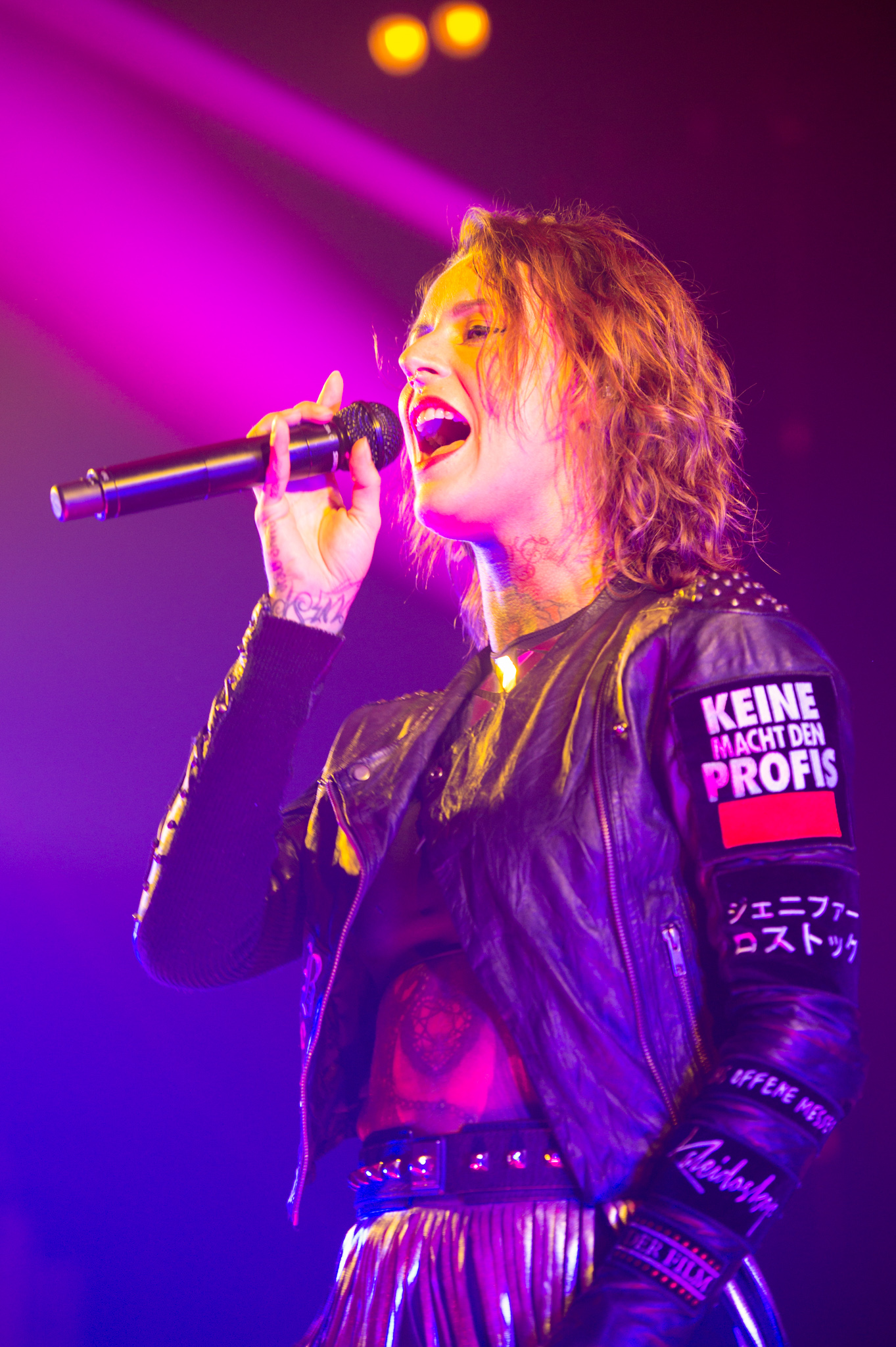
Jennifer Weist,
Siegerin der neunten Staffel

Mitte Oktober bestätigte der Sender, dass Staffel 9 am 18. November 2023 beginnen soll. Bis zum Start der ersten Sendung wurde diesmal alles Weitere geheim gehalten.
| Platz | Kostüm         | Person               | Bekannt als                     | Aus in Folge | Quelle  |
| ----- | -------------- | -------------------- | ------------------------------- | ------------ | ------- |
| 1     | Eisprinzessin  | Jennifer Weist       | Musikerin                       | 6            | [ 103 ] |
| 2     | Lulatsch       | Pasquale Aleardi     | Schauspieler, Musiker           | 6            | [ 104 ] |
| 3     | Mustang        | Hendrik Duryn        | Schauspieler                    | 6            | [ 105 ] |
| 4     | Troll          | Mieze Katz           | Sängerin                        | 6            | [ 105 ] |
| 5     | 0Klaus Claus 9 | Tim Bendzko          | Sänger                          | 5            | [ 106 ] |
| 6     | Kiwi           | Uwe Ochsenknecht     | Schauspieler, Sänger            | 4            | [ 107 ] |
| 7     | Marsmaus       | Jenke von Wilmsdorff | Fernsehjournalist, Schauspieler | 3            | [ 108 ] |
| 8     | Feuerlöscher   | Eva Padberg          | Model, Sängerin                 | 2            | [ 109 ] |
| 9     | Okapi          | Katja Ebstein        | Sängerin                        | 1            | [ 110 ] |

### Staffel 10 (Frühjahr 2024)

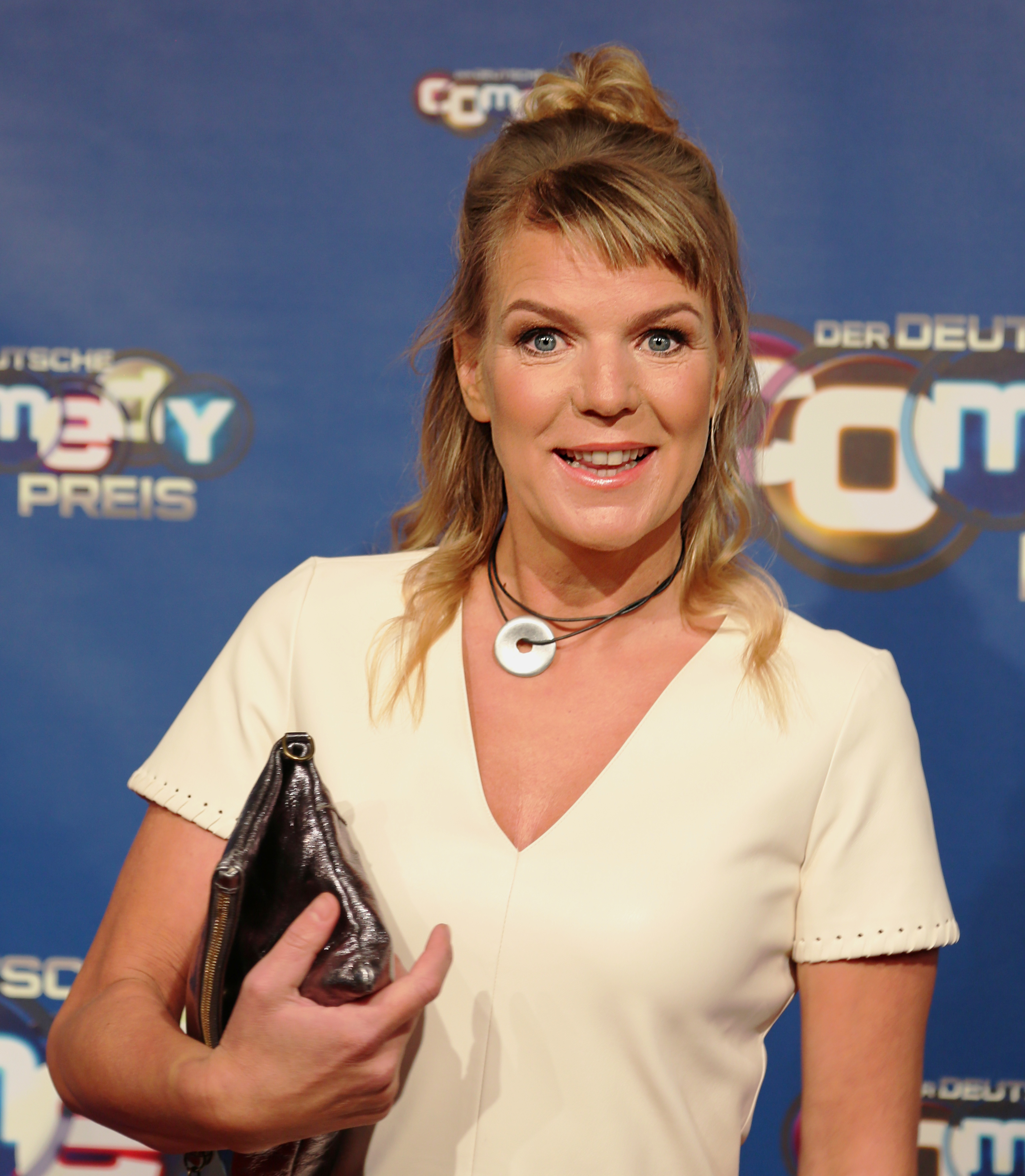
Mirja Boes,
Siegerin der zehnten Staffel

Ende Februar 2024 bestätigte der Sender, dass Staffel 10 am 6. April beginnen soll. Rick Kavanian blieb dem Rateteam erhalten, während Ruth Moschner durch Palina Rojinski ersetzt wurde.
| Platz | Kostüm                 | Person                   | Bekannt als            | Aus in Folge | Quelle  |
| ----- | ---------------------- | ------------------------ | ---------------------- | ------------ | ------- |
| 1     | Floh                   | Mirja Boes               | Komikerin, Musikerin   | 6            | [ 111 ] |
| 2     | Flip Flop 10           | Heiko und Roman Lochmann | YouTuber, Musiker      | 6            | [ 112 ] |
| 3     | Krokodil               | Sebastian Krumbiegel     | Sänger                 | 6            | [ 113 ] |
| 4     | Elgonia 11             | Nadja Benaissa           | Sängerin               | 5            | [ 114 ] |
| 5     | Robodog                | Nazan Eckes              | Moderatorin            | 4            | [ 115 ] |
| 6     | Zuckerwatte            | Annett Louisan           | Sängerin               | 3            | [ 116 ] |
| 7     | Tapsi, der Babylöwe 11 | Uschi Glas               | Schauspielerin         | 2            | [ 117 ] |
| 8     | Couchpotato            | Hugo Egon Balder         | Moderator, Kabarettist | 1            | [ 118 ] |

| Folge | Indizien                                                                              | Person             | Bekannt als | Quelle  |
| ----- | ------------------------------------------------------------------------------------- | ------------------ | ----------- | ------- |
| 1     | rote Nase, Zeichnung des Kostüms                                                      | Rolando Villazón   | Opernsänger | [ 118 ] |
| 2     | Foto mit sechs Mysterien, Ball mit Autoaufklebern, Bambi-Plüschtier                   | Giovanni Zarrella  | Sänger      | [ 117 ] |
| 3     | „war schon mal hier“, Labyrinth                                                       | Stefanie Heinzmann | Sängerin    | [ 116 ] |
| 4     | Autogrammkarten mit Regenbogen, durchgestrichene Wolke, Hanteln                       | Vanessa Mai        | Sängerin    | [ 115 ] |
| 5     | ESC, englische Sprache                                                                | Ireen Sheer        | Sängerin    | [ 114 ] |
| 6     | Irische Flagge, Hut mit vierblättrigem Kleeblatt; Fotos von deutschen ESC-Teilnehmern | Michael Schulte    | Sänger      | [ 119 ] |

### Staffel 11 (Herbst 2024)

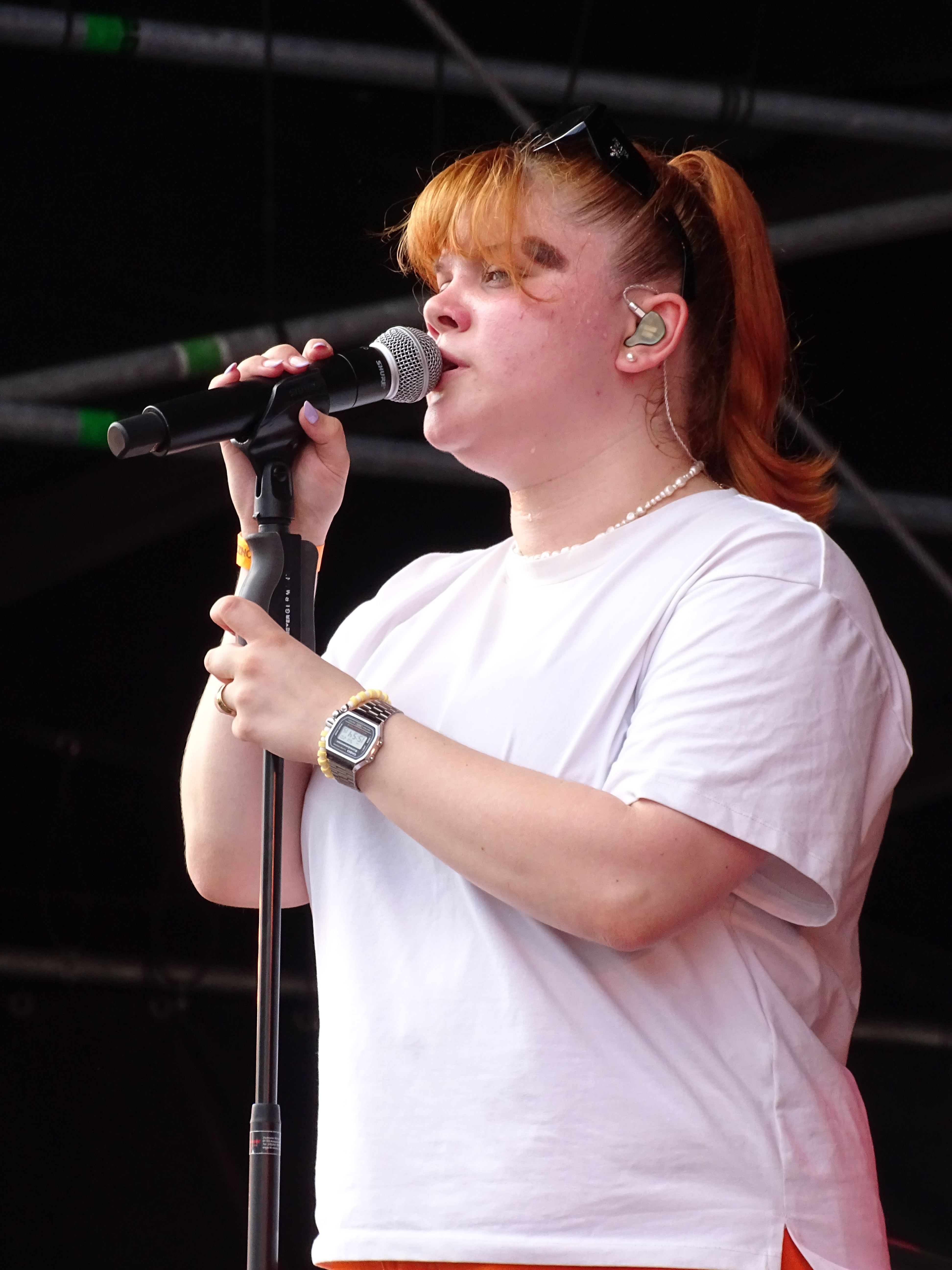
Loi, Siegerin der elften Staffel

Am 1. Oktober 2024 kündigte ProSieben Staffel 11 an, die am 23. und 24. November mit gleich zwei Folgen startete. Während Palina Rojinski im Rateteam verblieb, kehrte Rea Garvey nach zwei Staffeln zurück. Als Neuerung trat diesmal auch die Jury in den Wettbewerb, indem Rojinski und Garvey als Rateduo gegen die pro Show wechselnden zwei Gäste darum antraten, wer die Prominenten besser erraten konnte.
| Platz | Kostüm             | Person            | Bekannt als              | Aus in Folge | Quelle  |
| ----- | ------------------ | ----------------- | ------------------------ | ------------ | ------- |
| 1     | Panda              | Loi               | Sängerin                 | 6            | [ 122 ] |
| 2     | Pirat              | Joris             | Sänger                   | 6            | [ 122 ] |
| 3     | Qualle             | Mandy Capristo    | Sängerin, Songwriterin   | 6            | [ 122 ] |
| 4     | Willi Weihnacht 13 | Eko Fresh         | Rapper, Schauspieler     | 6            | [ 122 ] |
| 5     | Lokomotive         | Mimi Fiedler      | Schauspielerin           | 5            | [ 123 ] |
| 6     | Feuersalamander    | Jessica Schwarz   | Schauspielerin           | 5            | [ 123 ] |
| 7     | Schneemann         | Lou Bega          | Sänger                   | 4            | [ 124 ] |
| 8     | Lady Ananas        | Maren Kroymann    | Schauspielerin, Sängerin | 3            | [ 125 ] |
| 9     | Lauch              | Madita van Hülsen | Moderatorin              | 2            | [ 126 ] |
| 10    | Nashorn            | Pascal Hens       | Handballspieler          | 1            | [ 127 ] |

## Spezial: Die rätselhafte Weihnachtsshow (Dezember 2021)

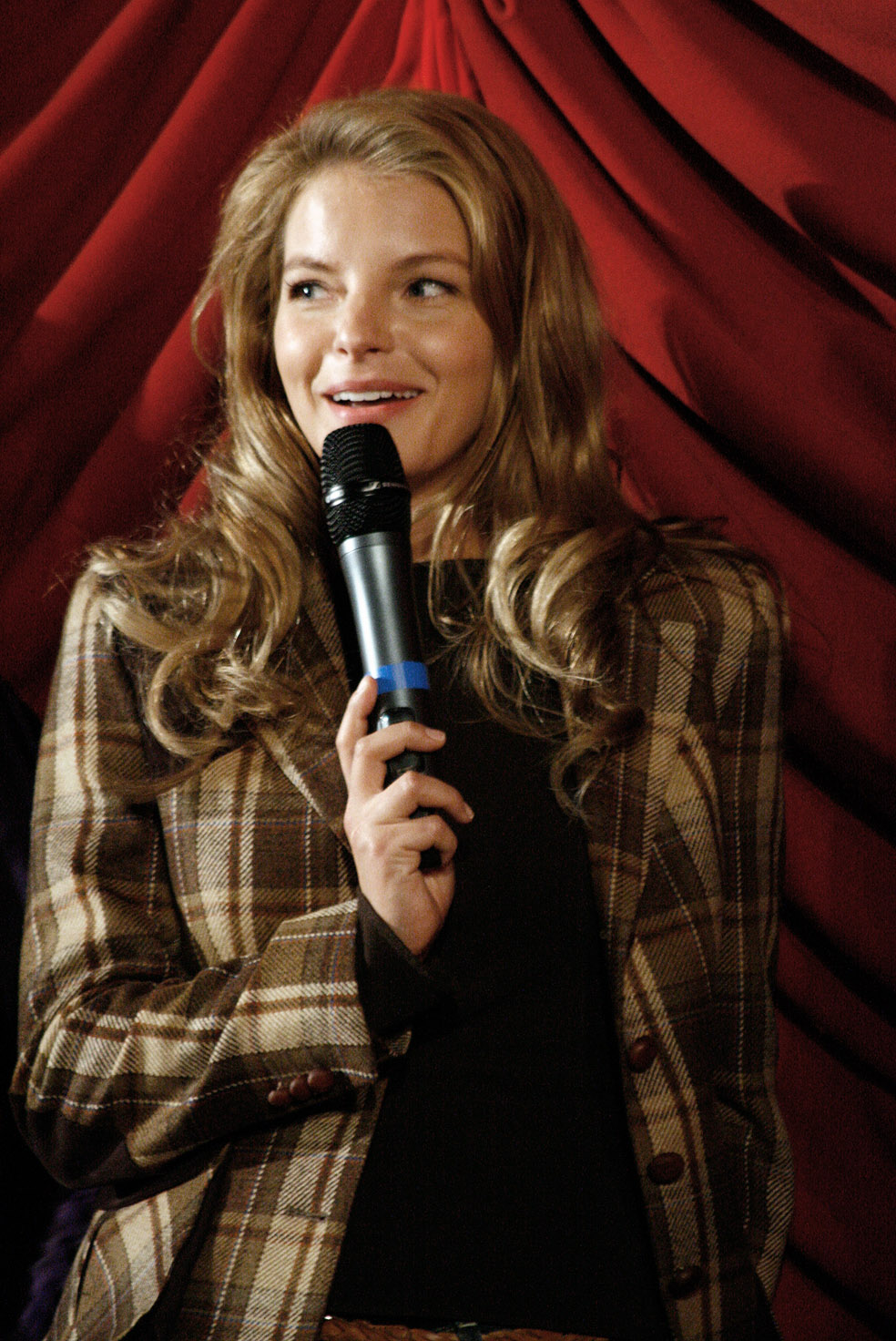
Yvonne Catterfeld,
Siegerin der Weihnachtsshow

Am 26. Oktober 2021 wurde bekannt gegeben, dass ProSieben erstmals im Dezember ein Weihnachtsspecial ausstrahlen wird. Es fand am 26. Dezember (2. Weihnachtsfeiertag) statt. Im Rahmen dessen gab es drei neue Masken; Matthias Opdenhövel moderierte wieder, während Bülent Ceylan im Engel-Kostüm als Sidekick fungierte, der etwa die Indizien vorlas. Das Rateteam bestand aus Rea Garvey, Ruth Moschner und Andrea Sawatzki.

### Teilnehmer
| Platz | Kostüm   | Person            | Bekannt als              | Quelle  |
| ----- | -------- | ----------------- | ------------------------ | ------- |
| 1     | Gans     | Yvonne Catterfeld | Sängerin, Schauspielerin | [ 130 ] |
| 2     | Geschenk | Mickie Krause     | Sänger, Entertainer      | [ 131 ] |
| 3     | Rentier  | Steven Gätjen     | Moderator, Schauspieler  | [ 132 ] |

### Weihnachtsfolge (26. Dezember 2021)
|         | Kostüm                   | Lied, Originalinterpret                                              | Ergebnis      |
| ------- | ------------------------ | -------------------------------------------------------------------- | ------------- |
|         | Alle Teilnehmer der Show | All I Want for Christmas Is You – Mariah Carey                       | –             |
| Runde 1 |                          |                                                                      |               |
| 1       | Gans                     | Santa Claus Is Coming to Town – J. Fred Coots                        | Gewonnen      |
| 2       | Rentier                  | Fröhliche Weihnacht überall                                          | Dritter Platz |
| 3       | Geschenk                 | Ave Maria – Johann Sebastian Bach / Jingle Bells – Frank Sinatra     | Gewonnen      |
|         |                          |                                                                      |               |
| 4       | Gans                     | Have Yourself a Merry Little Christmas – Hugh Martin und Ralph Blane | Erster Platz  |
| 5       | Geschenk                 | Don’t You (Forget About Me) – Simple Minds                           | Zweiter Platz |

### Einschaltquote
| Datum             | Zuschauer | Zuschauer       | Marktanteil | Marktanteil     | Quelle  |
| Datum             | Gesamt    | 14 bis 49 Jahre | Gesamt      | 14 bis 49 Jahre | Quelle  |
| ----------------- | --------- | --------------- | ----------- | --------------- | ------- |
| 26. Dezember 2021 | 1,92 Mio. | 0,96 Mio.       | 6,5 %       | 12,7 %          | [ 133 ] |

## Rezeption

### Auszeichnungen
- Deutscher Fernsehpreis
  - 2020: Auszeichnung in der Kategorie Beste Unterhaltung Show
  - 2020: Auszeichnung in der Kategorie Beste Ausstattung (Kostüm/Szenenbild) / Unterhaltung für Alexandra Brandner (Kostümbild)

### Zuschauerzahlen
| Staffel | Zuschauer durchschnittlich | Zuschauer durchschnittlich | Marktanteil | Marktanteil     | Quelle  |
| Staffel | Gesamt                     | 14 bis 49 Jahre            | Gesamt      | 14 bis 49 Jahre | Quelle  |
| ------- | -------------------------- | -------------------------- | ----------- | --------------- | ------- |
| 1       | 3,15 Mio.                  | 2,03 Mio.                  | 13,6 %      | 28,3 %          | [ 134 ] |
| 2       | 4,15 Mio.                  | 2,63 Mio.                  | 13,6 %      | 27,6 %          | [ 135 ] |
| 3       | 3,33 Mio.                  | 1,99 Mio.                  | 12,8 %      | 24,9 %          |         |
| 4       | 3,42 Mio.                  | 1,99 Mio.                  | 12,1 %      | 25,4 %          |         |
| 5       | 2,83 Mio.                  | 1,55 Mio.                  | 10,6 %      | 22,7 %          |         |
| 6       | 2,24 Mio.                  | 1,11 Mio.                  | 8,8 %       | 18,8 %          |         |
| 7       | 2,17 Mio.                  | 1,06 Mio.                  | 9,1 %       | 19,3 %          |         |
| 8       | 2,00 Mio.                  | 0,88 Mio.                  | 8,7 %       | 17,3 %          |         |
| 9       | 1,64 Mio.                  | 0,68 Mio.                  | 6,8 %       | 12,8 %          |         |
| 10      | 1,31 Mio.                  | 0,52 Mio.                  | 6,3 %       | 12,4 %          |         |
| 11      | 1,19 Mio.                  | 0,36 Mio.                  | 5,4 %       | 8,1 %           |         |

## Trivia
- Das Finale der zweiten Staffel erreichte die bis dahin höchste Zuschauerquote einer ProSieben-Show.[136]
- The Masked Singer Switzerland wie auch The Masked Singer Austria werden im selben Studio wie die deutsche Version produziert.[137]
- Die im Januar 2022 produzierte deutsche Version des Ablegers The Masked Dancer wurde ebenfalls in den Kölner MMC-Studios produziert und von Matthias Opdenhövel moderiert.[138][139][140]